# Strada Statale 348 Feltrina
Die Strada Regionale 348 Feltrina, bis 2001 Strada Statale 348 Feltrina, ist eine Regionalstraße der Region Venetien, die Treviso und Feltre verbindet.
Nach dem Gesetzesdekret Nr. 112 von 1998 ging der Unterhalt der Staatsstraße am 1. Oktober 2001 von ANAS an die Region Venetien über, die die Straße ihrerseits am 20. Dezember 2002 an Veneto Strade überschrieb.

## Geschichte
Obwohl ihre Existenz erst seit dem 14. Jahrhundert dokumentiert ist, deuten archäologische Funde darauf hin, dass die Feltrina seit vorrömischer Zeit als Verbindungsweg zwischen dem Alpenraum und dem antiken Treviso genutzt wurde, von wo aus man auf dem Sile in Richtung der venezianischen Lagune weiterfahren konnte. Nicht umsonst lag auch das wichtige paläovenetische Zentrum Montebelluna an der Route.
In römischer Zeit wurde sie begradigt und zum Cardo und so zur westlichen Grenze der Limitation von Treviso. Was die Beziehungen zu den anderen Straßen betrifft, so kreuzte sie auf der Höhe des heutigen Postioma die Via Postumia, während die Feltrina nach einigen Hypothesen einen Abschnitt der Via Claudia Augusta Altinate repräsentiert hat. Unter den archäologischen Funden dieser Zeit gibt es in Fener einen Meilenstein: die Zahl XI ist eingraviert, wahrscheinlich die Entfernung in Meilen von Feltre.
Im Mittelalter wurde die Route sicherlich von Pilgern und Händlern frequentiert, wie das Vorhandensein einiger Krankenhäuser zeigt, die kranke Reisende aufnahmen. Die erste schriftliche Erwähnung einer Straße auf dieser Route stammt aus dem Jahr 1315: im Cathasticum viarum et locorum Agri Tarvisini, von dem eine Übersetzung aus dem siebzehnten Jahrhundert erhalten ist, ist die Rede von einer via Trivisana (cal Trevisana ist der Name, der für eine lange Zeit die Straße kennzeichnete), über die Treviso oder am anderen Ende Feltre erreicht werden könnte.

## Streckenverlauf
Die Strecke beginnt an der Ringstraße um Treviso an der Porta Santi Quaranta und führt in nordwestlicher Richtung über Trevignano, Montebelluna und Cornuda nach Pederobba. Von da an geht es am rechten Ufer der Piave weiter und nach Quero erreicht die Strecke Feltre und endet an einem Kreisverkehr an der Strada Statale 50 del Grappa e del Passo Rolle.
| Feltrina | |      |                       |         |
| Typ      | Beschilderung | ↓km↓ | Comune                | Provinz |
|          | Viale della Repubblica Noalese Scorzè – Noale – Padova | 0,0  | Treviso               | TV      |
|          | Postumia (via Castellana) Castelfranco Veneto – Cittadella – Vicenza                                                                                           | 0,2  | Treviso               | TV      |
|          | Früher benutzter Streckenverlauf, der in der Viale della Repubblica endet                                                                                      | 0,5  | Treviso               | TV      |
|          | di Montebelluna Treviso – Castagnole – Musano – Montebelluna                                                                                                   | 1,1  | Treviso               | TV      |
|          | Monigo Rugbystadio Monigo | 1,5  | Treviso               | TV      |
|          | Tangenziale di Treviso (vierter Bauabschnitt) Supermercato | 2,5  | Treviso               | TV      |
|          | delle Cave Quinto di Treviso – Paese – Ponzano Veneto | 4,5  | Paese                 | TV      |
|          | Parco Commerciale Area di servizio | 5,5  | Paese                 | TV      |
|          | Zona industriale di Postioma | 7,4  | Paese                 | TV      |
|          | Postioma Postumia Romana Castelfranco Veneto – San Floriano – Villorba – Maserada sul Piave                                                                    | 8,2  | Paese                 | TV      |
|          | Überführung über die Variante di Postioma der Postumia Romana                                                                                                  | 9,1  | Paese                 | TV      |
|          | Zona industriale San’t Elena (zu Signoressa) | 11,6 | Paese                 | TV      |
|          | Via Bassa Variante di Signoressa (Teil des Projektes SPV) | 12,2 | Trevignano            | TV      |
|          | Schiavonesca Vecchia Trevignano – Volpago Signoressa | 12,9 | Trevignano            | TV      |
|          | Via Trevigiana Venegazzù Via Ortigara Via Giotto – Variante di Signoressa (Teil es Projekte SPV)                                                               | 14,0 |                       | TV      |
|          | Baugebiet | 14,5 | Volpago del Montello  | TV      |
|          | Superstrada Pedemontana Veneta – Abzweigung Montebelluna Est – Volpago                                                                                         | 14,8 | Volpago del Montello  | TV      |
|          | Zona industriale SUD di Guarda Bassa | 16,3 | Montebelluna          | TV      |
|          | Cavalcavia ex ferrovia Montebelluna – Susegana | 16,7 | Montebelluna          | TV      |
|          | Schiavonesca Marosticana Volpago – Giavera – Nervesa – Conegliano Montebelluna (fraz. Caonada – loc. Pilastroni) (nur Ausfahrt)                                | 17,2 | Montebelluna          | TV      |
|          | Cavalcavia Schiavonesca Marosticana | 17,7 | Montebelluna          | TV      |
|          | Erizzo Crocetta – Valdobbiadene Schiavonesca Marosticana Vicenza - Marostica – Bassano – Asolo                                                                 | 18,4 | Montebelluna          | TV      |
|          | Überführung über die ferrovia Treviso – Belluno und die Via Montello                                                                                           | 19   | Montebelluna          | TV      |
|          | Montebelluna (fraz. Biadene) | 19,5 | Montebelluna          | TV      |
|          | Area di servizio | 19,9 | Montebelluna          | TV      |
|          | Comando dei Vigili del fuoco di Montebelluna | 21,2 | Montebelluna          | TV      |
|          | Area di servizio con GPL | 22,5 | Montebelluna          | TV      |
|          | Ponte sulla Brentella di Pederobba | 22,2 | Montebelluna          | TV      |
|          | di Caerano Caerano di San Marco – Altivole – Castelfranco Veneto del Cristo Nogaré Centro Commerciale Crocetta Zona artigianale Nogaré EX PIP (fraz. Crocetta) | 23,4 | Crocetta del Montello | TV      |
|          | Cornuda | 25,7 | Cornuda               | TV      |
|          | di Villa Barbaro Maser – Covolo Villa Barbaro | 26,7 | Cornuda               | TV      |
|          | Levada | 28,5 | Pederobba             | TV      |
|          | Area di ristoro e di servizio | 29,4 | Pederobba             | TV      |
|          | Onigo | 30,7 | Pederobba             | TV      |
|          | Zona industriale di Pederobba | 31,6 | Pederobba             | TV      |
|          | Supermercato | 32,0 | Pederobba             | TV      |
|          | Pedemontana del Grappa Cavaso del Tomba – Pieve del Grappa – Borso del Grappa – Romano d’Ezzelino                                                              | 32,2 | Pederobba             | TV      |
|          | Pederobba Stazione F.S. di Pederobba – Cavaso – Possagno | 32,5 | Pederobba             | TV      |
|          | Ponte di Fener (über die Piave) Segusino – Valdobbiadene | 36,0 | Alano di Piave        | BL      |
|          | di Alano Fener Stazione F.S. di Alano – Fener – Valdobbiadene                                                                                                  | 36,6 | Alano di Piave        | BL      |
|          | Ponte sul torrente Tegorzo | 37,0 | Alano di Piave        | BL      |
|          | Area di servizio | 37,9 | Alano di Piave        | BL      |
|          | Quero | 38,2 | Quero Vas             | BL      |
|          | Madonna del Piave Vas | 39,3 | Quero Vas             | BL      |
|          | Stazione F.S. di Quero – Vas | 41,5 | Quero Vas             | BL      |
|          | Carpen | 45,4 | Quero Vas             | BL      |
|          | Sanzan | 46,2 | Feltre                | BL      |
|          | Cavalcavia sulla ferrovia Treviso – Belluno | 49,3 | Feltre                | BL      |
|          | Brücke über den FlußSonna | 49,6 | Feltre                | BL      |
|          | Santuario dei Santi Vittore e Corona | 50,7 | Feltre                | BL      |
|          | del Grappa e Passo Rolle – Variante di Feltre Primolano – Arsiè Villapaiera Anzù – Lentiai                                                                     | 51,4 | Feltre                | BL      |
|          | Sottopasso della ferrovia Treviso – Belluno | 51,7 | Feltre                | BL      |
|          | Via Trevigiana Via Panoramica | 52,9 | Feltre                | BL      |
|          | Stazione F.S. di Feltre Autobusdepot Dolomitibus | 53,2 | Feltre                | BL      |
|          | Ponte sul torrente Colmeda | 53,9 | Feltre                | BL      |
|          | Cimitero di Feltre Via della Vignigole Via Cesare Battisti | 54,0 | Feltre                | BL      |
|          | del Grappa e Passo Rolle Predazzo – Fiera di Primiero – Belluno – Ponte nelle Alpi                                                                             | 54,5 | Feltre                | BL      |

## Belege
1. ↑  Individuazione delle rete stradale di interesse regionale - Regione Veneto.
2. ↑  DELIBERAZIONE DEL CONSIGLIO REGIONALE n. 6 del 4 marzo 2009. Regione Veneto, S. 13, abgerufen am 7. Juli 2021 (italienisch).
3. ↑  Piano Triennale 2002-2004. (PDF, 2,3 MB) Regione Veneto, abgerufen am 7. Juli 2021 (italienisch).
4. ↑  Sonia Castellan: La via Feltrina. In: Il Flaminio. Nr. 12, Oktober 1999, S. 91–100 (italienisch, tragol.it (Memento des Originals vom 20. Februar 2005 im Internet Archive) [abgerufen am 20. August 2012]).
5. ↑  Federico Cipolla:  Completamento della tangenziale Veneto Strade: «Lo finanzia l’Anas» In: la Tribuna di Treviso, 6. Februar 2019 (italienisch).
6. 1 2  Piano interventi variantepx.